# قادر فال
قادر فال (بالإنجليزية: Kader Fall)‏ هو لاعب كرة قدم سنغالي من مواليد 25 ديسمبر 1986، يشغل مركز مهاجم مع نادي العربي الكويتي.

## روابط خارجية
- قادر فال على موقع قاعدة بيانات كرة القدم.إي يو (الإنجليزية)